# Amphitheater (Capua)

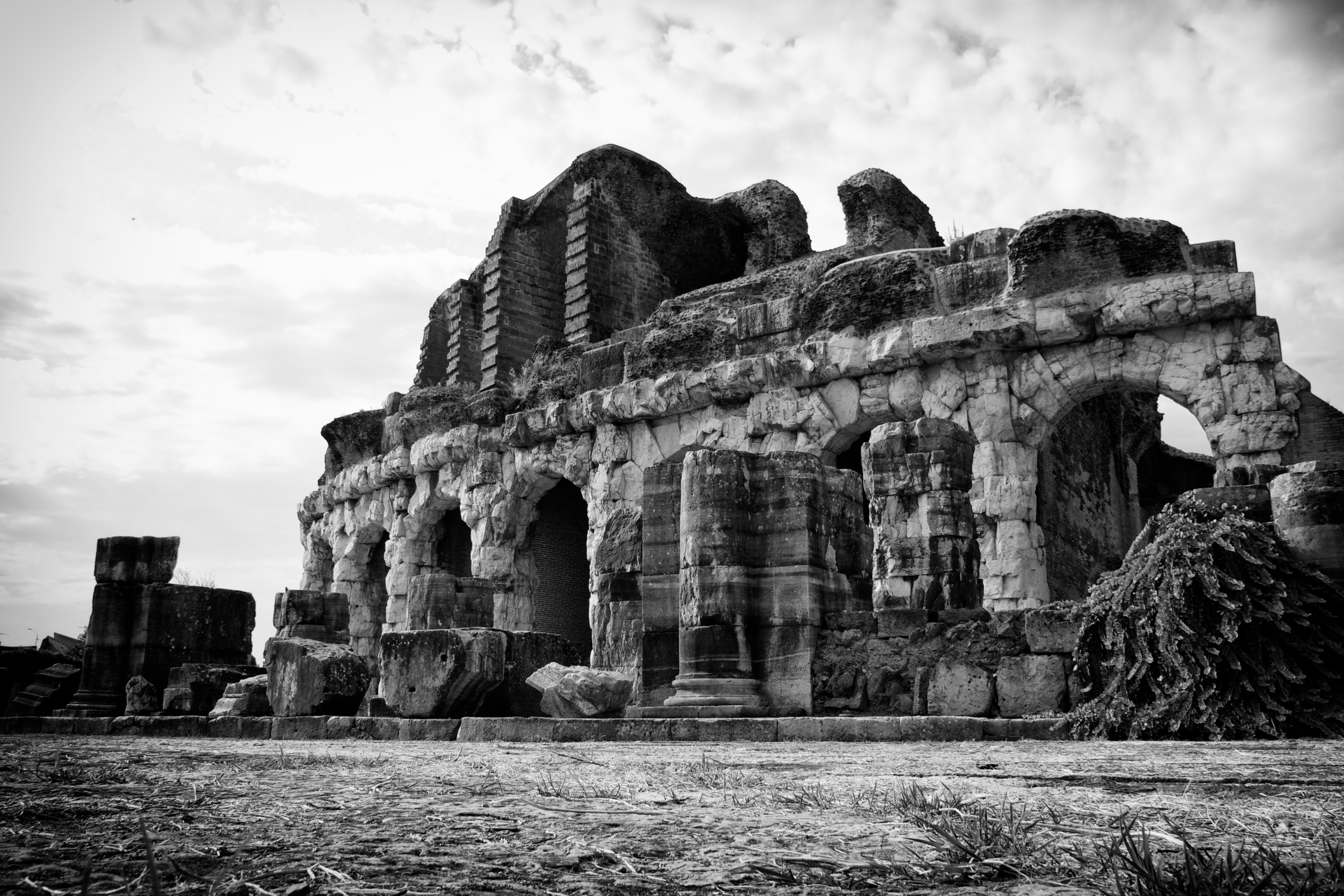
Amphitheater von Capua

Das Amphitheater von Capua (italienisch anfiteatro Capuano, auch anfiteatro Campano) ist das Amphitheater der antiken römischen Stadt Capua und – nach dem Kolosseum in Rom, dem es möglicherweise als Vorbild diente – das zweitgrößte seiner Art.
Heute befindet es sich innerhalb der Gemeinde Santa Maria Capua Vetere, gegenüber der Piazza I Ottobre. Steine aus dem Gebäude wurden von den Einwohnern des im 9. Jahrhundert neu gegründeten Capua zur Zeit der Normannenherrschaft beim Bau des Castello delle pietre verwendet; einige der schmückenden Skulpturen wurden in die Fassade des Palazzo del comune der Stadt integriert.

## Geschichte
Es existierte ein republikanischer Vorgängerbau mit etwa 100 Metern Länge südwestlich des imperialen Baus. Dieser ähnelte offenbar dem deutlich größeren Amphitheater von Pompeji und stammte aus dem 1. Jahrhundert v. Chr.

### Erbauung
Während der Ausgrabungen im September 1726 wurde vor dem Südtor des Amphitheaters eine verstümmelte Inschrift gefunden, die durch den Archäologen Alessio Simmaco Mazzocchi folgendermaßen ergänzt wurde:

“COLONIA IULIA FELIX AUGUSTA CAPUA FECIT DIVUS HADRIANUS AUG RESTITUIT IMAGINES ET COLUMNAS ADDI CURAVIT IMP CAES T AELIUS HADRIANUS ANTONINUS AUG PIUS DEDICAVIT”

„Die Kolonie Iulia Felix Augusta Capua machte es, der göttliche Augustus Hadrian restaurierte es und sorgte für die Hinzufügung der Standbilder und Säulen, der Imperator Caesar Titus Aelius Hadrianus Antoninus Augustus Pius weihte es ein.“

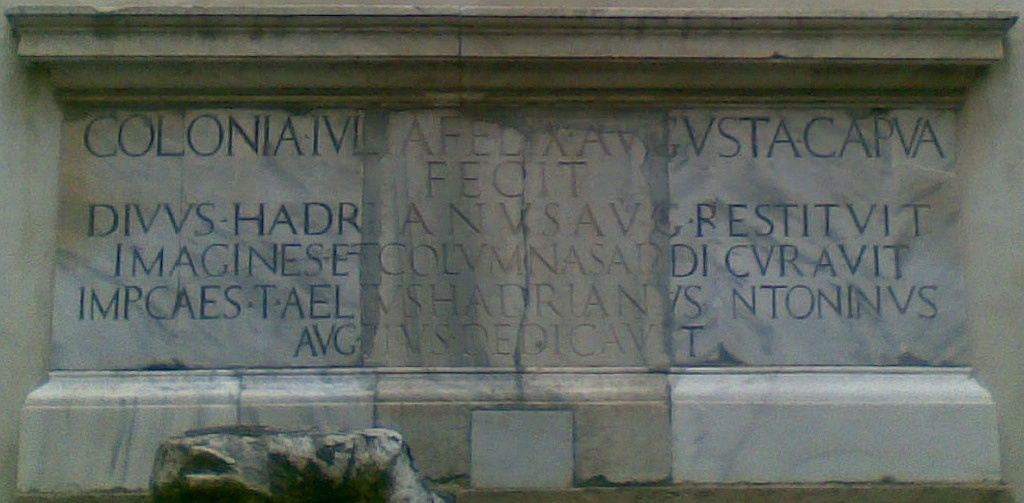
Bild der Inschrift

Die Inschrift, die ursprünglich am Eingang zum Amphitheater angebracht war, wurde unter dem Torbogen der Kirche Sant’Eligio in Capua gezeigt, heute befindet sie sich im Museo campano in Capua.
Mit dieser Inschrift wurde es möglich, die Geschichte des Bauwerks zu rekonstruieren. Hiernach wurde es im nach der Schlacht bei Actium durch Augustus eroberten und zur römischen Kolonie erhobenen Capua am Ende des 1. Jahrhunderts v. Chr. errichtet, unter Hadrian 119 n. Chr. restauriert, wobei Säulen und Statuen ergänzt wurden, und von Antoninus Pius im Jahr 155 eingeweiht.
Was die Datierung der Erbauung betrifft, halten nicht alle Historiker das erste Jahrhundert vor Christus für glaubhaft. Nach einigen von ihnen wurde das aktuelle Amphitheater zwischen dem ersten und zweiten Jahrhundert nach Christus auf den Ruinen eines Vorgängerbaus errichtet. Jedenfalls ist das im Jahre 70 v. Chr. errichtete Amphitheater vom Pompeji das älteste erhaltene römische Bauwerk dieser Art.

### Verfall des Gebäudes

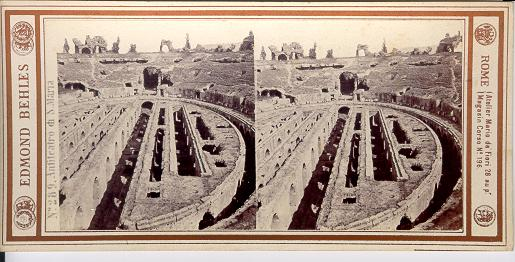
Die Arena des Amphitheaters auf einer Stereoskopie des 19. Jahrhunderts

Nach dem Fall des Römischen Reiches wurde das Amphitheater von Vandalen unter Geiserich und während des Krieges um die Nachfolge des Herzogtums Benevent 884 zusammen mit der alten Stadt Capua durch die Sarazenen zerstört.
Es diente zunächst den langobardischen Fürsten von Capua als Festung. Ab dem Ende des 9. Jahrhunderts wurde es weitreichend von den Einwohnern Capuas geplündert, die die Civitas Capuana an den Ort des antiken Casilinum transferierten, wo das heutige Capua liegt. Die Materialien wurden insbesondere für die Erbauung des langobardischen Schlosses und des Doms von Capua und seines Glockenturms, aber auch für zahlreiche palazzi des heutigen Capua verwendet, später auch für die Kirche dell’Annunziata. Die angebliche Demontage des Bauwerks für den Palast von Caserta erwies sich jedoch als historisch falsch.
Das Werk der Plünderung war durchaus wild: Große Steine wurden zur Gewinnung von Blei und Bronze zerschlagen, und die kleinsten Steine wurden als Straßenbelag verwendet.

## Architektur
Die Struktur des Gebäudes war wie bei allen Amphitheatern auf elliptischem Grundriss errichtet; was die Dimensionen angeht, machte ihm nur das Kolosseum in Rom den ersten Rang streitig. Mit diesem hat es verschiedene architektonische Lösungen gemein, so dass man vermuten kann, dass es für das Kolosseum direkt als Modell diente.
Außen maß die Hauptachse 170 Meter bei einer Breite von 139 Metern. Die Fassade war durch über vier Geschosse mit Halbsäulen nach toskanischer Ordnung gegliedert und insgesamt 46 Meter hoch. Die drei unteren Geschosse besaßen jeweils 80 Arkaden aus Travertin, die Schlusssteine der Bögen waren mit den Büsten von Gottheiten geschmückt, von denen sieben in die Fassade des Rathauses von Capua eingearbeitet wurden, weitere sind im Museum der Stadt ausgestellt.
Einige Reste des Amphitheaters werden im Museo campano in Capua und im Museo archeologico dell’antica Capua in Santa Maria Capua Vetere gezeigt.
Zu römischer Zeit befand sich in der Nähe des Gebäudes die Gladiatorenschule Capuas, die durch den Aufstand des Spartacus berühmt wurde.

## Zitat
„Ich ging allein in den Ruinen des Anfiteatro campano umher, wo ich viele Stunden lang blieb und an die antike Größe Capuas dachte, an Hannibal, an die ganze Geschichte des Livius …“

## Bildergalerie

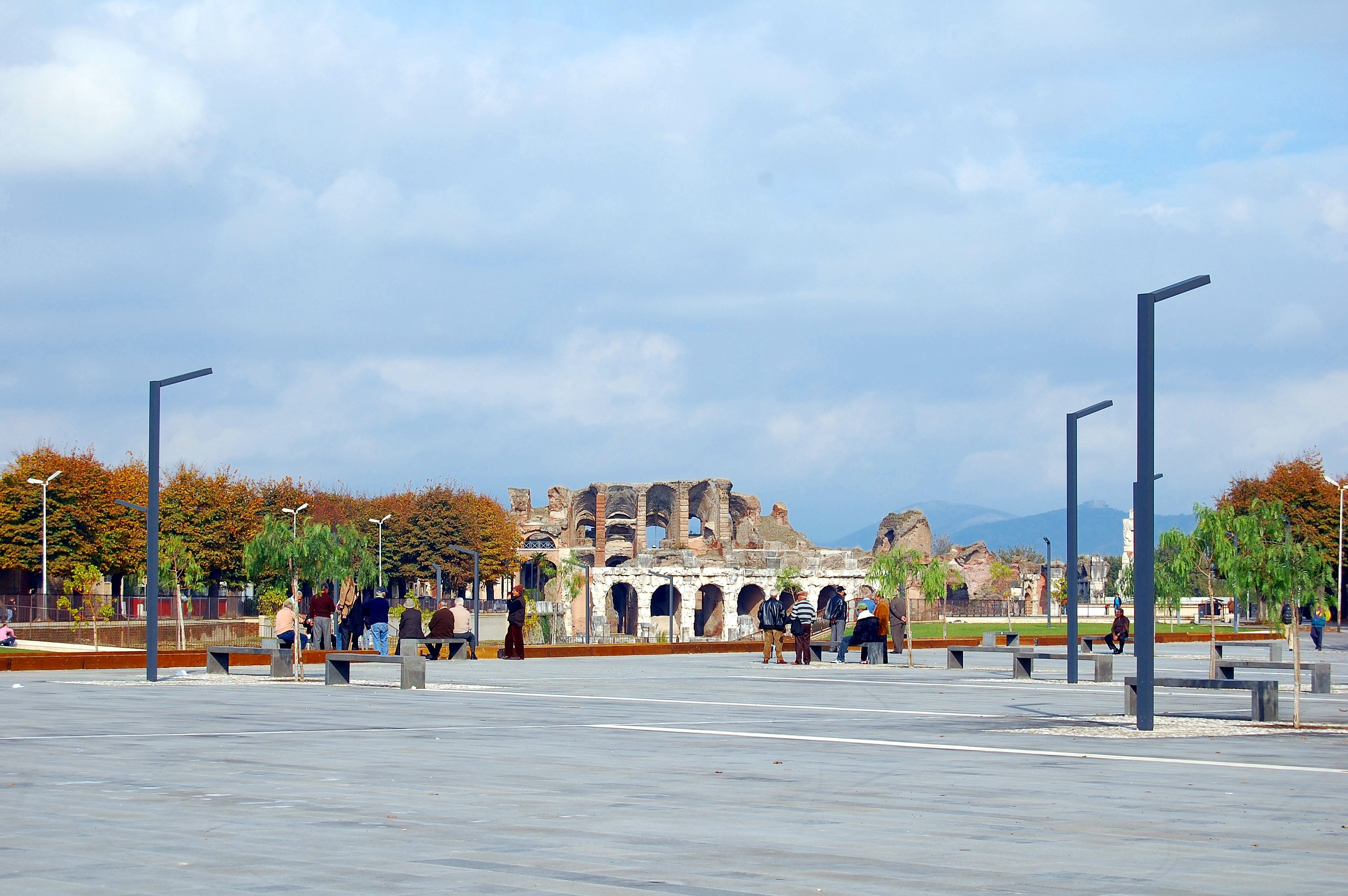
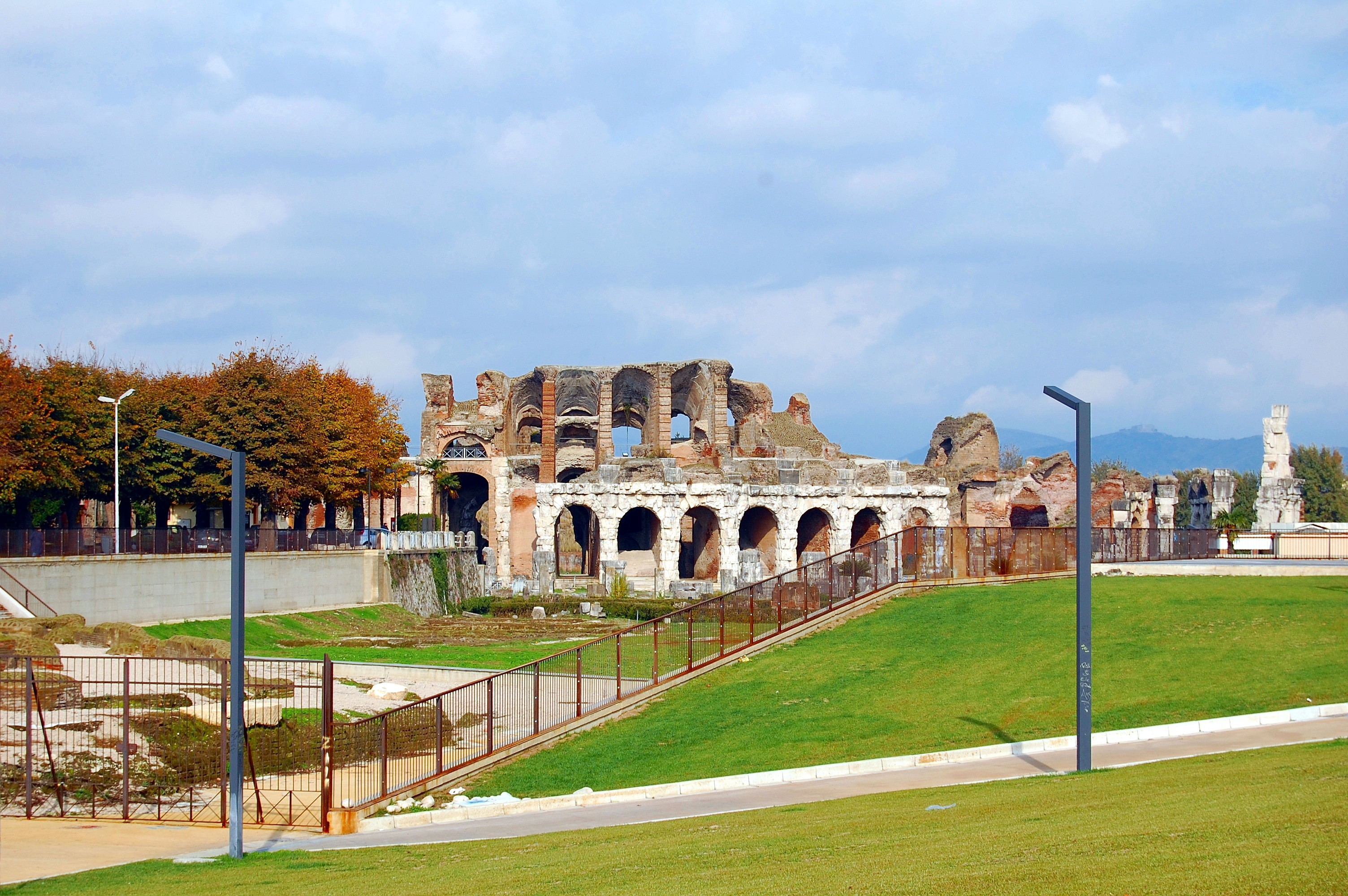
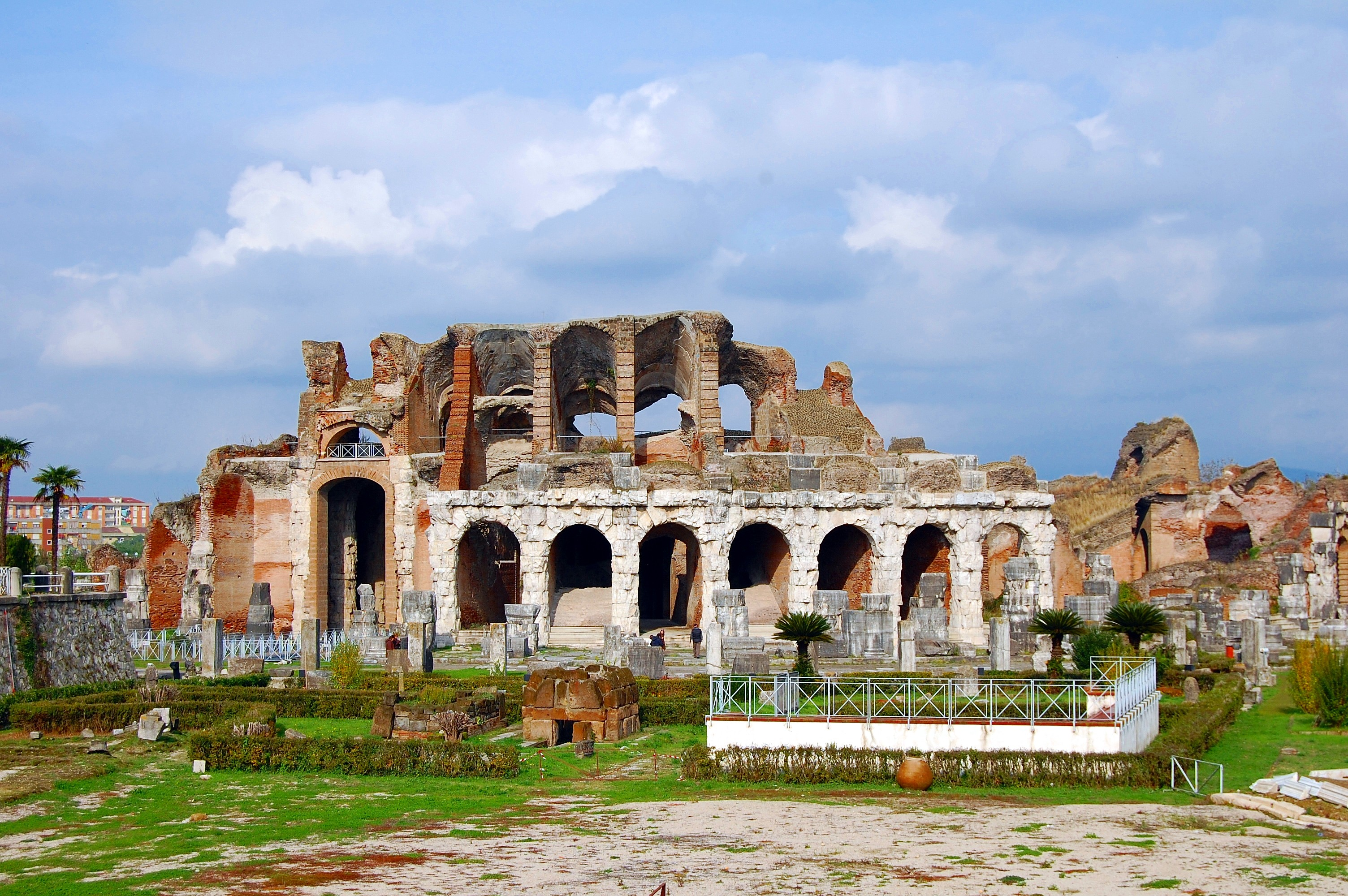
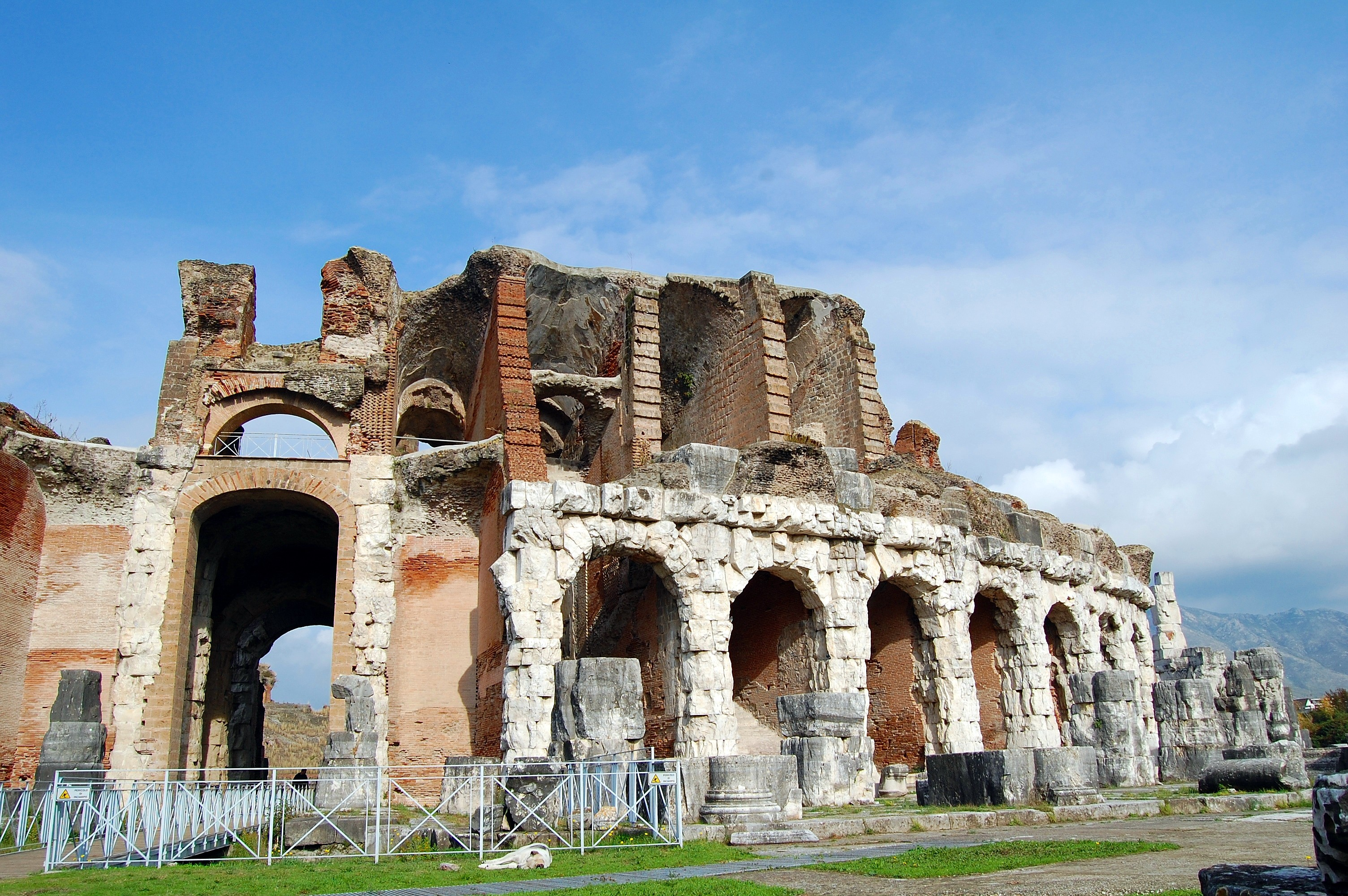
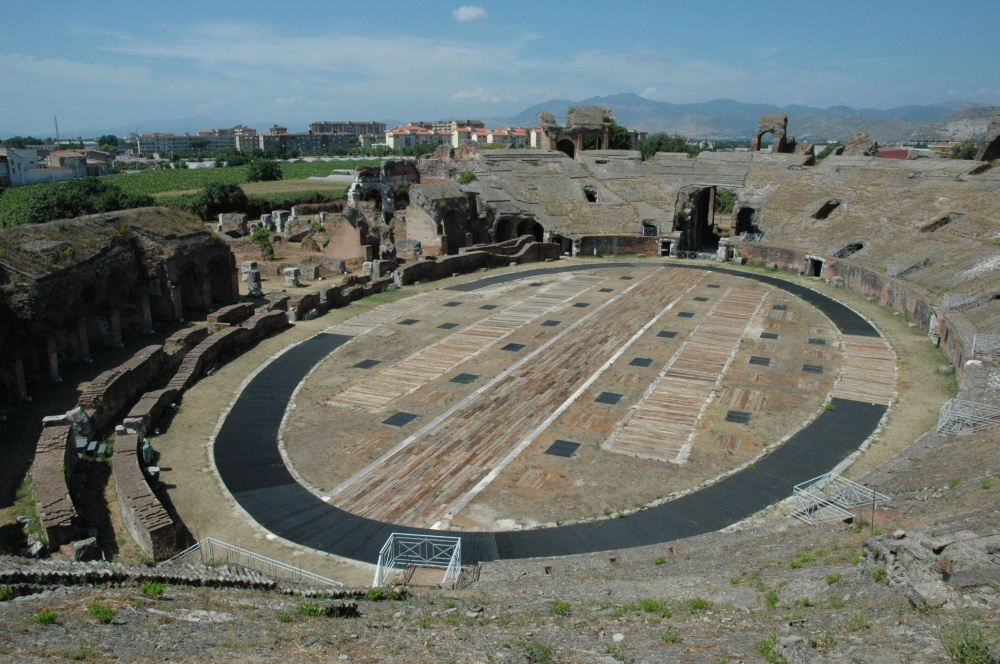
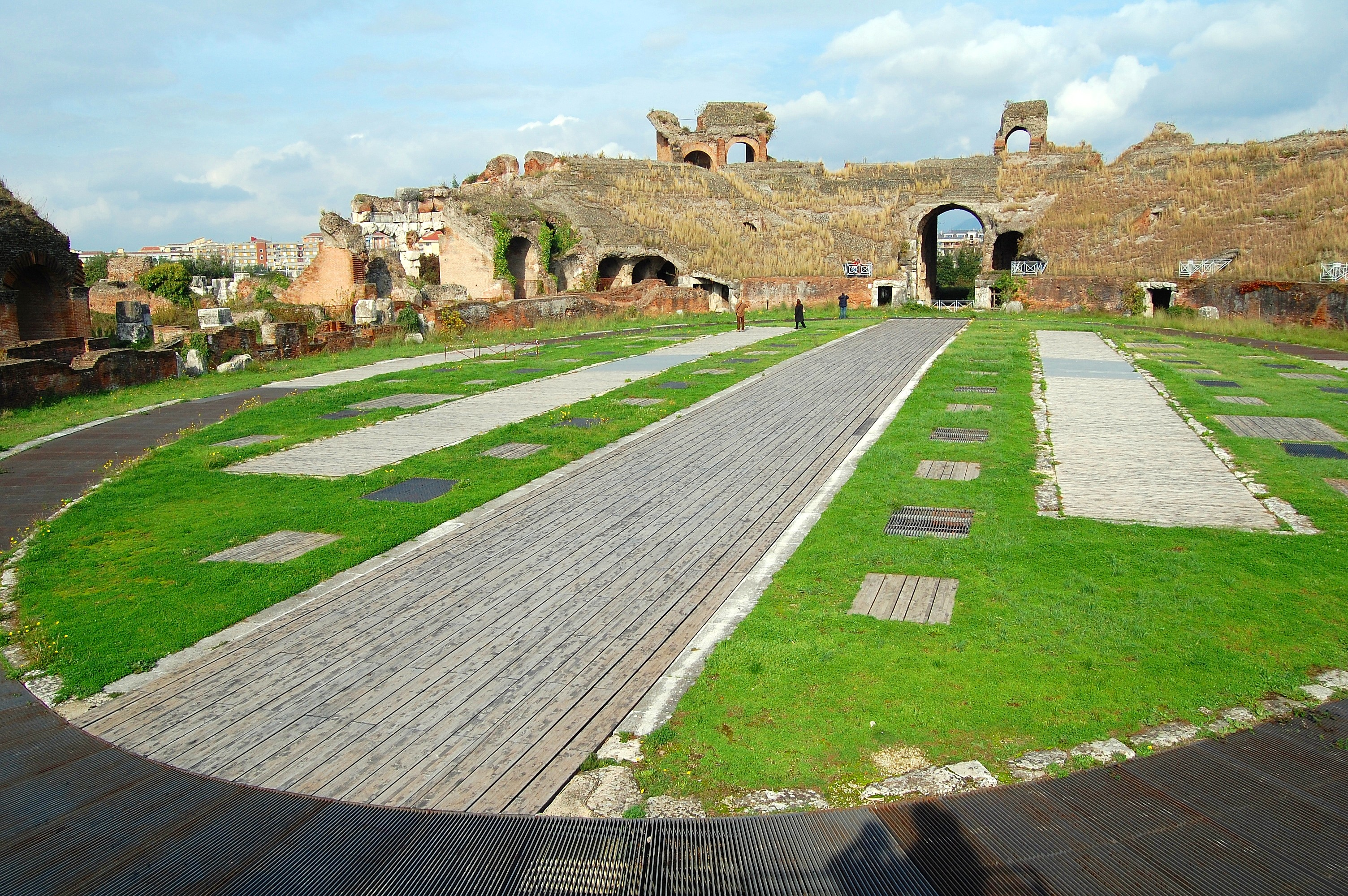
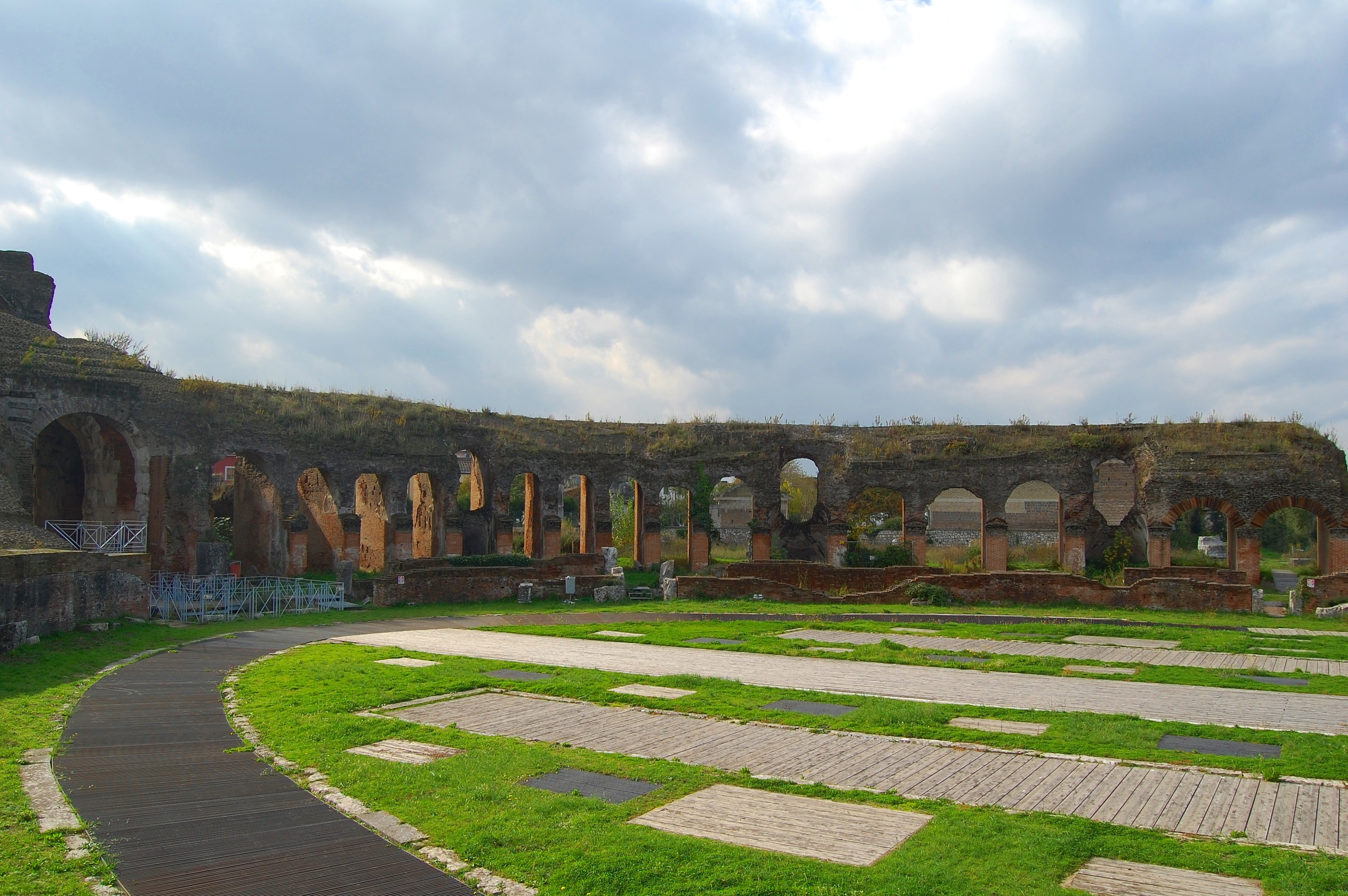
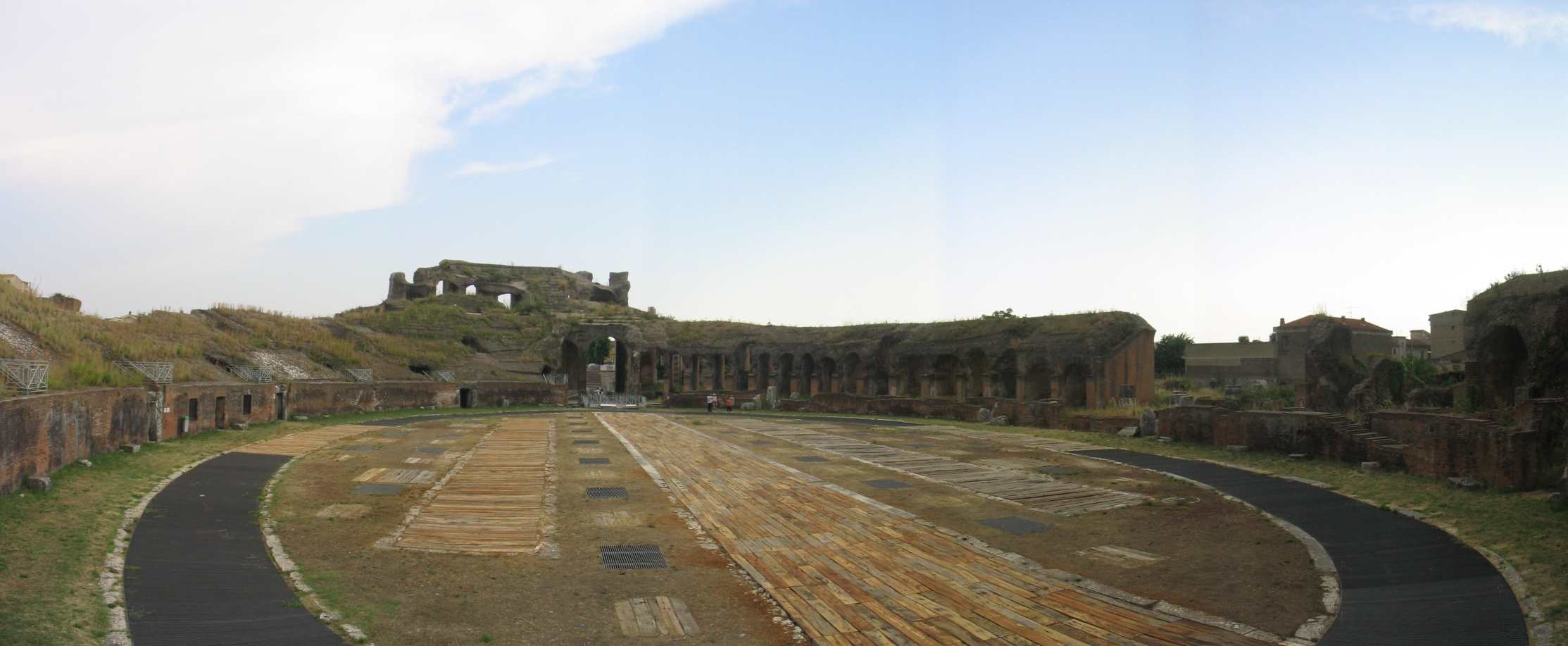
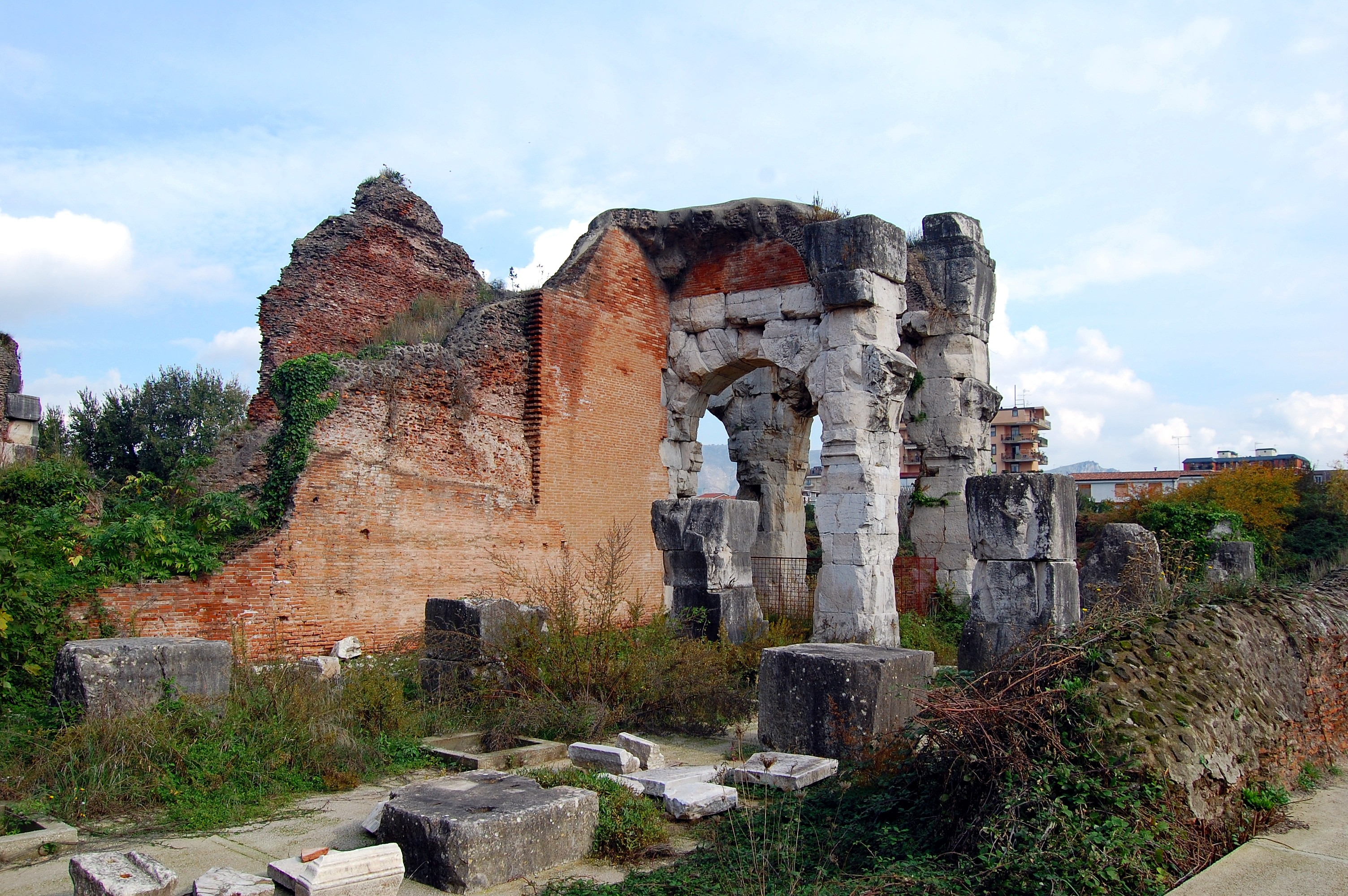
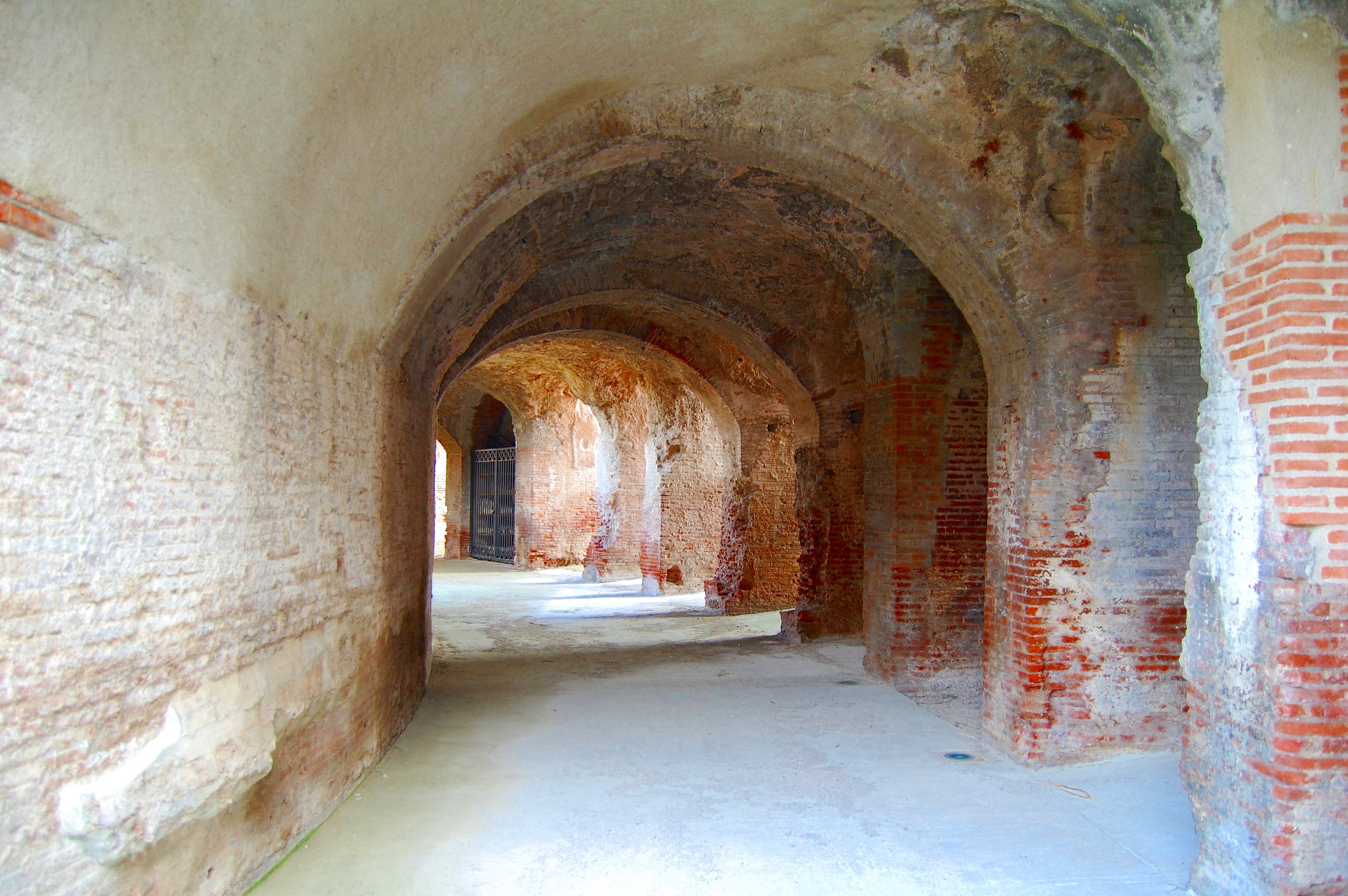
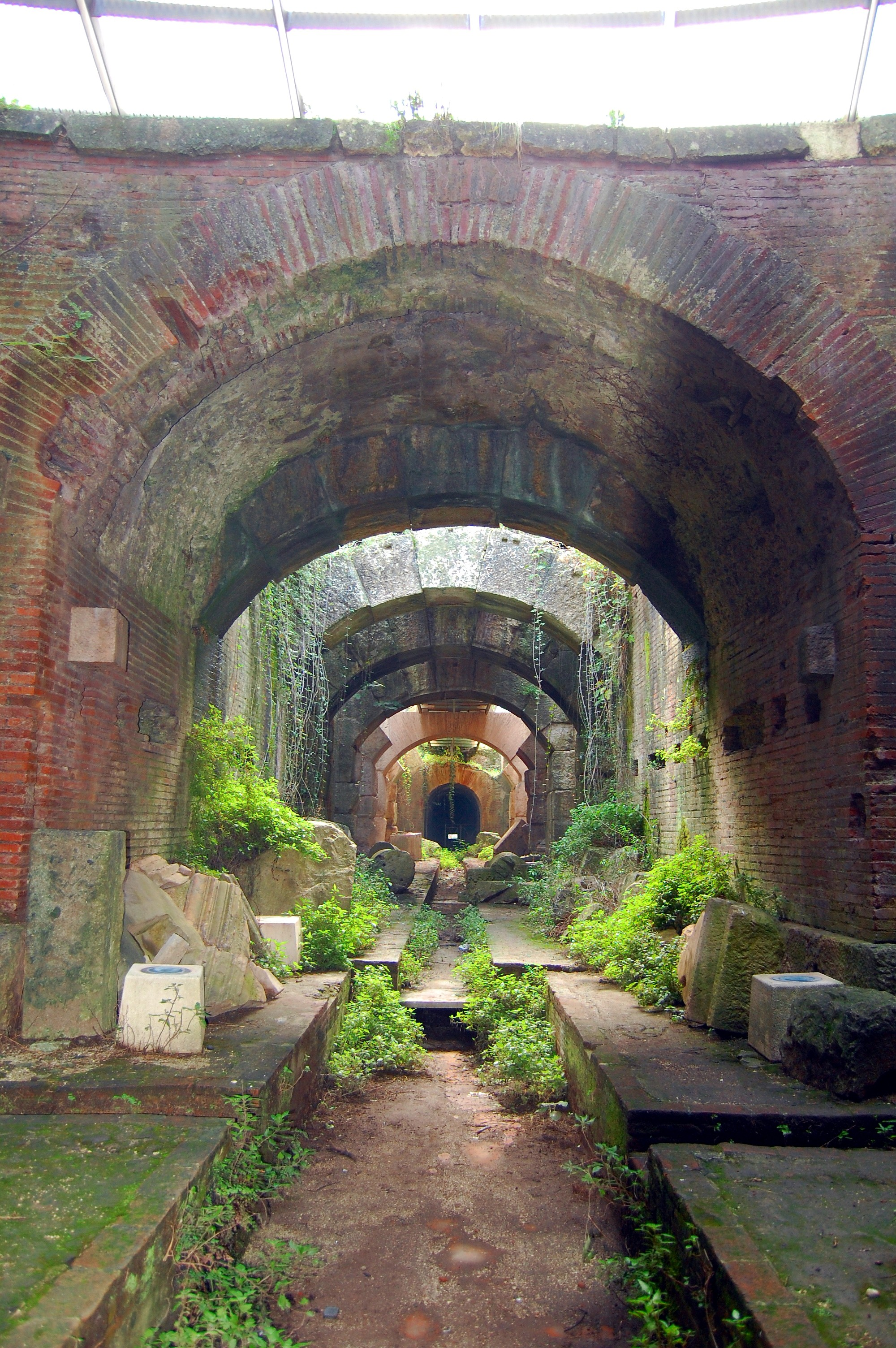
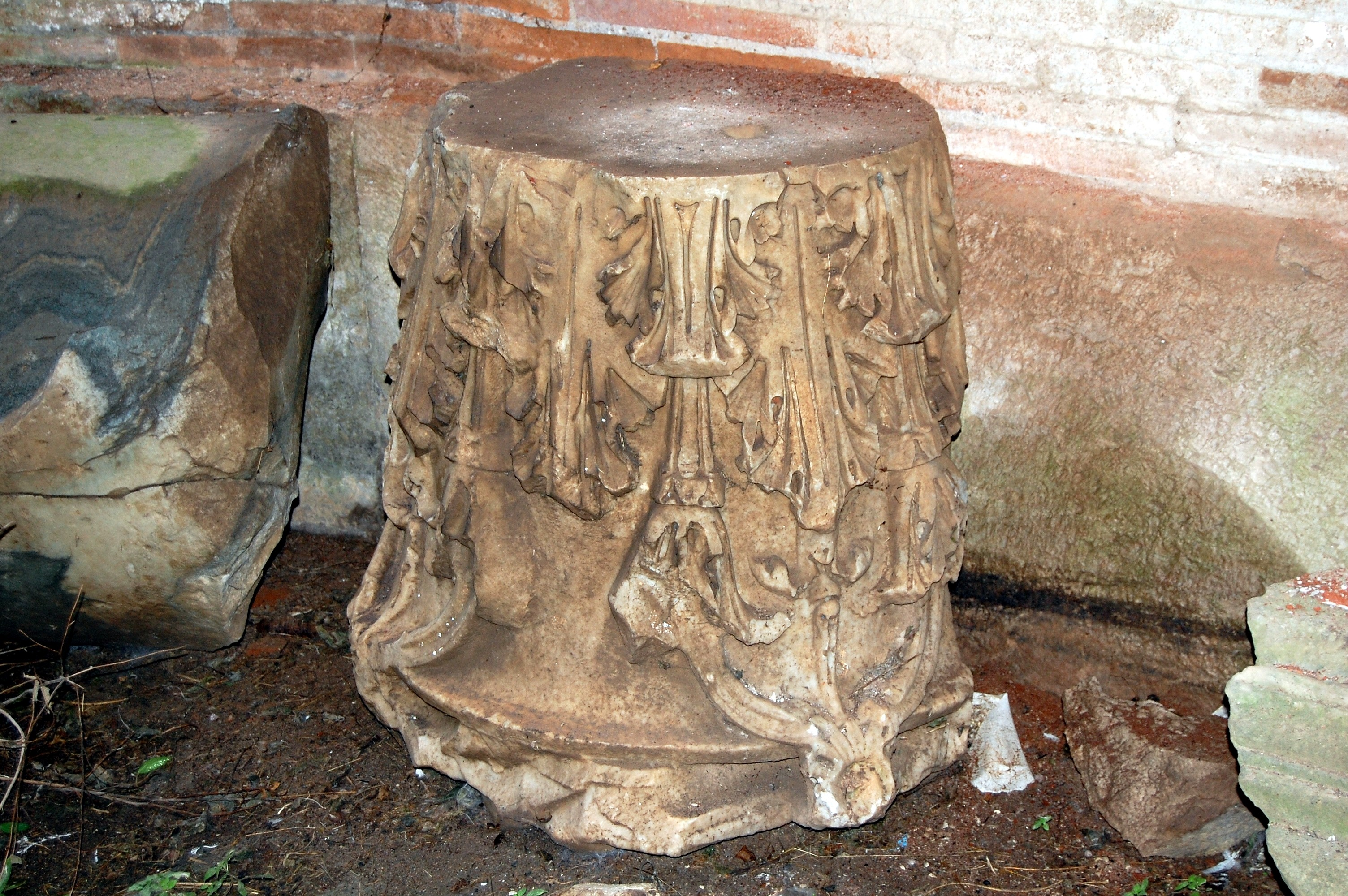